# Ronda de Sant Pau
La Ronda de Sant Pau és una via de 30 metres d'amplada que forma part de les antigues Rondes de Barcelona, que separen la Ciutat Vella de l'Eixample. Està situada entre l'avinguda del Paral·lel i la Ronda de Sant Antoni, i la seva continuació en direcció muntanya és el carrer del Comte d'Urgell.

## Història
La ronda deu el seu nom a l'antic portal de la muralla situat al costat del monestir de Sant Pau del Camp.